# Leucocelis mulsanti
Leucocelis mulsanti är en skalbaggsart som beskrevs av Guérin-Méneville 1845. Leucocelis mulsanti ingår i släktet Leucocelis och familjen Cetoniidae.

## Underarter
Arten delas in i följande underarter:
- L. m. decorata
- L. m. benadirensis